# Conducto venoso
El conducto venoso o ductus venosus es un vaso sanguíneo del periodo fetal que comunica la vena umbilical con la vena cava inferior. Su función es establecer un cortocircuito entre la vena umbilical y la vena cava inferior, evitando el paso de la sangre por el hígado fetal. Sin embargo no toda la sangre de la vena umbilical se desvía a través del conducto venoso, una parte importante pasa a la vena porta y llega a los sinusoides hepáticos. Después del nacimiento el conducto venoso se oblitera, convirtiéndose en el ligamento venoso.

## Circulación fetal
La vena umbilical procede de la placenta y transporta sangre oxigenada hacia el feto, penetra en el abdomen fetal a través del ombligo llegando hasta las cercanías del hígado, en este punto la sangre puede continuar por dos caminos diferentes:
1. Penetrar en el hígado uniéndose a la vena porta, aportando nutrientes y oxígeno a las células hepáticas, tras lo cual abandona el hígado mediante las venas suprahepáticas que desembocan en la vena cava inferior, la cual termina su recorrido  en la aurícula derecha del corazón.
2. Seguir por el conducto venoso que desemboca directamente en la vena cava inferior.
Ambos trayectos conducen finalmente al mismo lugar, la vena cava inferior y la aurícula derecha, la diferencia está en que la sangre que se desvía por el conducto venoso evita el paso por el hígado fetal.